# Odon de Miossens
Odon de Miossens (parfois Othon de Miossens, de Millecents, Eudes de Wiussens ou Othone de Conissent) est un chevalier gascon vivant au XIVe siècle. Fidèle au roi d'Angleterre, il tient pour lui le château de Mauléon et devient maire de Bordeaux de 1319 à 1322.

## Biographie
Odon de Miossens est seigneur de Miossens, varlet[Quoi ?] du roi.
Le roi d'Angleterre Édouard II confie le château de Mauléon à sa garde le 7 aout 1309. Pour une raison non élucidée, à la toute fin de l'année 1311 confère cette charge à Dominico de Roncesvalles mais un mois plus tard il confirme par écrit au sénéchal de Gascogne qu'il n'est pas question d'en démettre Odon.
Il est un des arbitres qui tranchent un litige entre Marguerite de Béarn et Gaston Ier de Foix-Béarn en 1312. Celle-ci en remerciement lui lègue la somme de 100 livres à son décès en 1319.
Pour s'être opposé à Amanieu d'Albret, qui soutient le parti de Philippe IV le Bel, Odon est, avec son frère Guicharnaud, au nombre des gentilshommes gascons condamnés par contumace au bannissement par le roi de France le 4 janvier 1313.
Le 15 avril 1318 Édouard II le confirme à nouveau dans son rôle de capitaine-châtelain de Mauléon. Le 20 juillet 1319 il est nommé maire de Bordeaux, tout en conservant le château, qu'il fait réparer et agrandir.